# 彩ショル
彩ショル（あやショル、1995年12月30日 -）は、日本の歌手、和洋ソウル系シンガーソングライター。東京都町田市出身。血液型B型。

## エピソード
1996年から2013年までは本名の「牛島彩」で活動していたが、高校3年生の時に、クラスの男子に「お前の肩幅で黒板が見えないんだよ」と言われ、クラスの中で、1番肩幅が広い事が判明。常にポジティブな精神から「これも私の特徴」とアピール。その後ニックネームが、肩のショルダーと、ウシ「ジ」マの「ジ」で、ショルジと呼ばれる。2015年からの新スタートで彩ショルに正式命名する。

## プロフィール
生後8ヶ月の時に、母親が出した「赤ちゃんモデル」のオーディションに合格し「かわいいあかちゃん」「Angel Smile」（ポニーキャニオン）にビデオ出演、発売される。
その後、芸能総合学院テアトルアカデミーに入学。演技・ダンスのレッスンを行い、ドラマ・コマーシャル（EX）に多数出演するが、自分は、歌がやりたい！私は歌う事が大好き！私の歌でみんなを幸せにしたい！という強い思いから、ボイストレーニングに力を入れ、音楽活動に転向。
彩ショルを一番応援していたひいお爺ちゃんが突然亡くなったことにより、自分の気持ちを作品として「じぃじ」という曲に書き下ろす。これをきっかけに作詞・作曲活動を始める。

## 歌のスタイル／影響
- 西洋の洋・日本のソウル（演歌）を取り入れた、新しいスタイルの音楽。衣装も和と洋のコラボを意識している。
- 影響を受けたアーティストはアース・ウインド・アンド・ファイヤー、レイ・チャールズ、クリスティーナ・アギレラ、AI、久保田利伸、島津亜矢、細川たかしほか。

## 経歴
- 2008年 - 13歳よりライブ活動開始。
- 2008年 - CXオーディション番組「ゴールド・ハウス」に出場、決勝進出。
- 2010年 - NHKみんなのうた50周年記念曲「Peace x Peace／ピースフル」でメイン・ボーカルを担当（ユニット名：Peace x Peace）avexよりリリース。
- 2012年 - 「第3回ポップ・フェスティバルinまちだ」でオリジナル曲「じぃじ」が審査員特別賞受賞。
- 2013年 - シューベルツ再結成ユニット「シューベルツ.COM」と一緒にライブ展開（ツアー、イベント等）。ミニ・アルバム「彩歌」をセルフ・リリース。
- 2014年 - プロデューサー・星加 哲（元VE）、藤井真一（ジプシー・ブラッド）、友成好宏（浜崎あゆみ、角松敏生のキーボード奏者）からの依頼でヴォーカリストとしてライブ出演。7月27日 特別企画「手紙」をセルフ・リリース。FMラジオに多数出演し、「彩歌」「手紙」が有線放送でオンエアーされる。
- 2015年 - 「終戦70周年 平和を歌う」 松本零士、財満光子、彩ショルトークライブショ―出演。
- 2016年 - 松本零士監督監修による、彩ショルとのコラボ「アンドロメダ」CDS/DVDをセルフリリース（2016年予定）。

## ディスコグラフィー

### シングル
1. ピースフル（2011年5月4日）avex
2. 手紙（2014年7月）Office Yoshie
3. MY VOICE MY HEART -Unplugged Version- /（2015年6月14日）Office Yoshie
4. 大地（2015年9月26日）Office Yoshie

### アルバム
1. 彩歌/ミニアルバム（2012年10月）(初版無料)　Office Yoshie
2. 美音/ミニアルバム（2013年10月）Office Yoshie

### ビデオ／DVD
1. かわいいあかちゃん/ビデオ（1996年12月16日）ポニーキャニオン
2. Angel Smile/ビデオ（1996年12月16日）ポニーキャニオン
3. ピースフル/DVD（2011年5月4日）avex
4. Singer Song Writers/DVD（2016年2月7日）六本木サテンドール